# Bassum
Bassum község Németországban, Alsó-Szászországban, a Diepholzi járásban. Lakosainak száma 16 794 fő (2023. december 31.).

## Földrajza
Bassum Syke, Neuenkirchen és Twistringen községekkel határos.

## Testvértelepülések
- Fresnay-sur-Sarthe
- Spilsby
- Gvardejszk
- Telšiai